# Jennie Waara
Jennie Marie Waara (ur. 10 stycznia 1975 w Gällivare) – szwedzka snowboardzistka. Zajęła 8. miejsce w halfpipe’ie na igrzyskach w Nagano. Nie startowała na mistrzostwach świata. Najlepsze wyniki w Pucharze Świata osiągnęła w sezonie 1997/1998, kiedy to zajęła 29. miejsce w klasyfikacji generalnej.
W 2001 r. zakończyła karierę.

## Sukcesy

### Igrzyska olimpijskie
| Miejsce | Dzień     | Rok  | Miejscowość | Konkurencja | Zwycięzca    |
| ------- | --------- | ---- | ----------- | ----------- | ------------ |
| 8.      | 12 lutego | 1998 | Nagano      | Halfpipe    | Nicola Thost |

### Puchar Świata

#### Miejsca w klasyfikacji generalnej
- 1997/1998 – 29.
- 2000/2001 – –

#### Miejsca na podium
1. Whistler – 13 grudnia 1997 (Halfpipe) – 2. miejsce